# Río Gaznata
Río Gaznata är ett vattendrag i Spanien.   Det ligger i provinsen Provincia de Ávila och regionen Kastilien och Leon, i den centrala delen av landet, 70 km väster om huvudstaden Madrid. Río Gaznata ligger vid sjön Embalse del Burguillo.